# Луиза Доротея Саксен-Мейнингенская
Луиза Доротея Саксен-Мейнингенская (нем. Luise Dorothea von Sachsen-Meiningen; 10 августа 1710, Кобург — 22 октября 1767, Гота) — принцесса Саксен-Мейнингенская, в замужестве герцогиня Саксен-Гота-Альтенбургская.

## Биография
Луиза Доротея — дочь герцога Саксен-Мейнингена Эрнста Людвига I и его супруги Доротеи Марии Саксен-Гота-Альтенбургской, тётки будущего супруга Луизы Доротеи. В 1729 году в Готе Луиза Доротея вышла замуж за своего двоюродного брата принца Фридриха, который пришёл к власти в Саксен-Гота-Альтенбурге в 1732 году.
Образованная и изысканная герцогиня внесла большой вклад в превращение герцогства своего мужа в культурный центр Тюрингии. Луиза Доротея оказывала большое влияние на политику своего мужа и регулярно присутствовала на заседаниях тайного совета, правительства герцогства. Она была убеждённой приверженкой Просвещения и состояла в переписки с выдающимися представителями своего времени — Вольтером, Дидро и Руссо.
По приглашению Луизы Доротеи Вольтер гостил в Готе с 15 апреля по 25 мая 1753 года и впоследствии восхвалял гостеприимство герцогини и её двор. Вольтер называл герцогиню «лучшей княгиней на земле» и «немецкой Минервой». Фридрих II также переписывался с Луизой Доротеей, его визит в замок Фриденштайн состоялся 3-4 декабря 1762 года.
Герцогиня-франкофилка, считающаяся ныне самой видной княгиней Саксен-Гота-Альтенбурга, оставила о себе память, заложив в Готе оранжерею по французскому образцу. В 1747 году герцогская чета поручила проектирование и строительство сооружения веймарскому зодчему Готфриду Генриху Кроне. Однако Луизе Доротее не удалось увидеть оранжерею готовой.
По желанию Луизы Доротеи она была похоронена в городской церкви Святой Маргариты в Готе. К сожалению, могила герцогини в церкви на настоящий момент утрачена.

## Потомки
- Фридрих Людвиг (1735—1756), наследный принц Саксен-Гота-Альтенбурга
- Людвиг (1735)
- мертворождённый сын без имени (близнец Людвига, 1735)
- мертворождённые близнецы (1739)
- Фридерика Луиза (1741—1776)
- Эрнст II (1745—1804), герцог Саксен-Гота-Альтенбурга, женат на принцессе Шарлотте Саксен-Мейнингенской
- София (1746—1746)
- Август (1747—1806)